# Erebophasma
Erebophasma là một chi bướm đêm thuộc họ Noctuidae.